# Trup w każdej szafie
Trup w każdej szafie (czes.: Čtyři vraždy stačí, drahoušku) – czechosłowacka komedia kryminalna z 1970 roku w reżyserii Oldřicha Lipskiego, będąca parodią filmu gangsterskiego. 
Animowane sceny oraz ilustracje do filmu wykonał rysownik komiksów Kája Saudek. 

## Fabuła
George Camel to skromny nauczyciel literatury, starający się w miejscowej gazecie o publikację własnych prób literackich. Wyszydzany przez wszystkich, powszechnie uchodzi za fajtłapę i nie cieszy się powodzeniem u kobiet. Nie ma więc szans u przebojowej dziennikarki Sabriny. Tymczasem w wyniku starcia dwóch rywalizujących gangów, do jego mieszkania trafia czek na milion. Na skutek serii nieporozumień i zbiegów okoliczności trup ściele się gęsto, a głównym podejrzanym staje się Camel. Dopiero teraz Sabrina zwraca na niego uwagę, więc nie przeszkadza mu uchodzenie za seryjnego mordercę i chętnie bierze na siebie winę.

## Obsada
- Lubomír Lipský jako George Camel
- Jiřina Bohdalová jako Sabrina
- Iva Janžurová jako Kate
- Marie Rosůlková jako pani Harrington
- František Filipovský jako komisarz Sheridan
- Jan Libíček jako Brooks
- Karel Effa jako Kovarski
- Josef Hlinomaz jako Gogo
- Lubomír Kostelka jako Davidson
- Stella Zázvorková jako Peggy
- Viktor Maurer jako doktor Porter
- Lubor Tokoš jako Ronald
- Jiří Lír jako Jaime
- Karel Augusta jako Freddy
- Zdeněk Kryzánek jako Bill
- Zdeněk Řehoř jako psychiatra
- František Peterka jako gangster
- Martin Štěpánek jako gangster
- Antonín Jedlička jako barman